# BR-468
Pour les articles homonymes, voir Route 468.

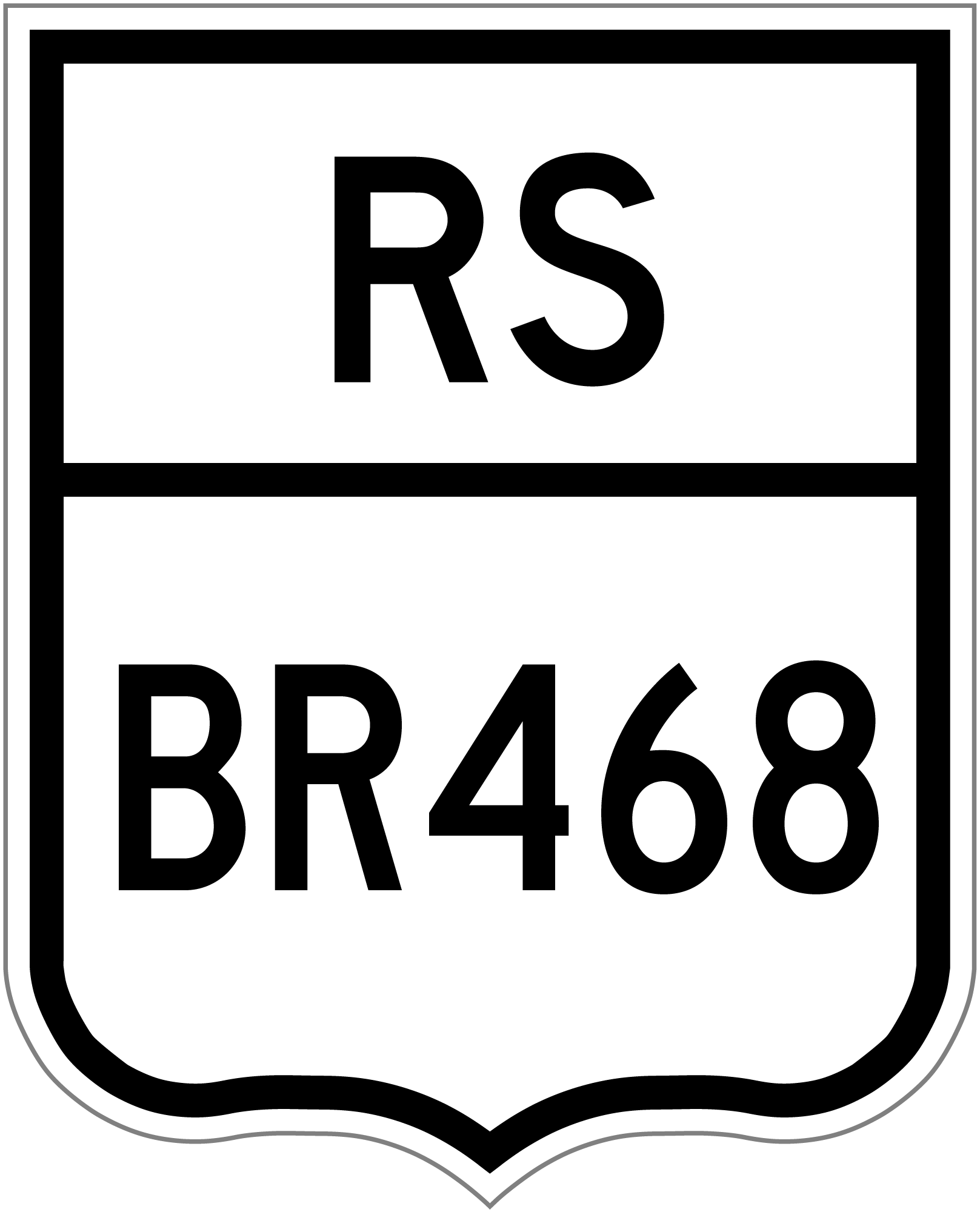
Logo de la route BR-468.

La BR-468 est une route fédérale de liaison de l'État du Rio Grande do Sul. Elle commence à Palmeira das Missões et s'achève sur les rives du río Uruguay, sur le territoire de la municipalité de Tiradentes do Sul, face à l'Argentine.
Elle dessert les villes de :
- Coronel Bicaco ;
- Campo Novo ;
- Bom Progresso ;
- Três Passos.

Elle est longue de 140,3 km.